# 近江鉱業
近江鉱業株式会社 （おうみこうぎょう）は滋賀県米原市にある会社。愛知製鋼グループ。

## 沿革
- 1944年2月 - 長岡石灰工業設立
- 1952年8月 - 近江鉱業に社名変更
- 1957年6月 - 愛知製鋼の傘下入り

## 会社概要
伊吹山は古くより良質の石灰石が産出されており、セメントなどの原料として諸方面に利用できることに着目し、1944年2月に長岡石灰工業を設立。輸送拠点として東海道本線近江長岡駅が至近に位置したこともあり、採掘した石灰石の運搬に利用された。
当初は石灰石の採掘・供給が主力であったが、平成期に入ってからはグラスファイバー・食品添加物への応用利用が開発・研究されており、新しい事業の柱となっている。親会社である愛知製鋼との共同事業も併営している。また、技術指導にも注力しており、トルコセピオライト鉱山への技術指導員の派遣も行っている。

## 事業拠点
- 名古屋支店 - 愛知県名古屋市中区栄2-9-30　栄山吉ビル4階
- 大阪事務所 - 大阪府大阪市西区北堀江1-12-9　パークコート北堀江401号
- 技術センター・長岡工場 - 本社に併設
- 大野木工場・ミラクレー事業部 - 滋賀県米原市大野木2090
- 小田工場 - 滋賀県米原市小田734
- 弥高採鉱場 - 滋賀県米原市上野1850